# Atomopteryx peruviana
Atomopteryx peruviana là một loài bướm đêm trong họ Crambidae.